# Dracophyllum verticillatum
Espèce
Dracophyllum verticillatum est une espèce de plantes à fleurs de la famille des Ericaceae. C'est un arbuste endémique de Nouvelle-Calédonie.

## Description

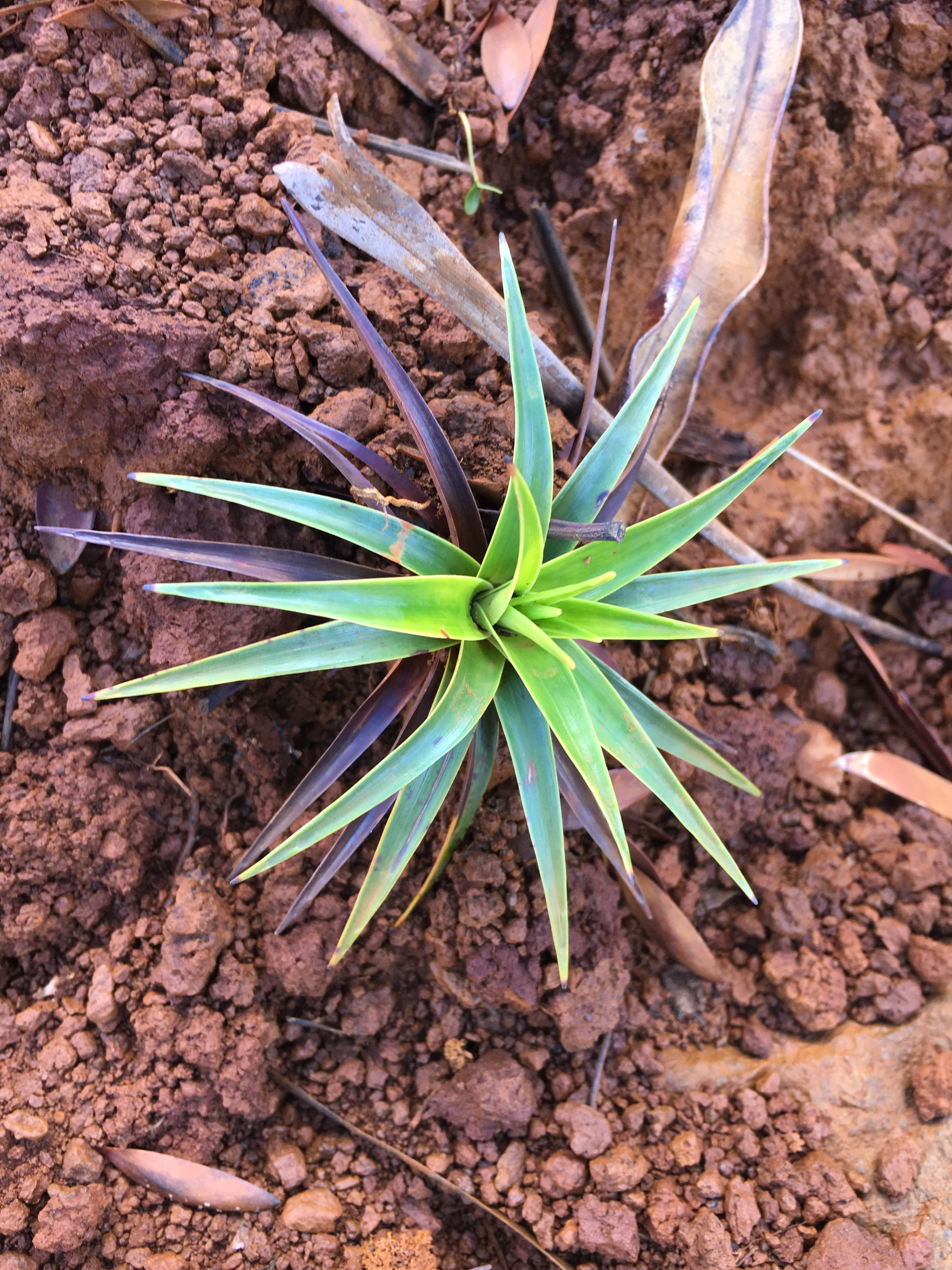
Jeune individu.

### Aspect général
L'espèce se présente comme un arbuste à écorce grisâtre. Les individus sont monocaules lorsqu'ils sont jeunes.

### Feuilles
Les feuilles sont disposées en pseudo-verticilles, d'où son nom. Elles sont positionnées au sommet des axes. D'une longueur comprise entre 6 et 70 cm, leur marge est finement denticulée. Les nervures sont fines, rapprochées et un peu saillantes.
En période de sécheresse, les feuilles peut devenir rouge flamboyant.

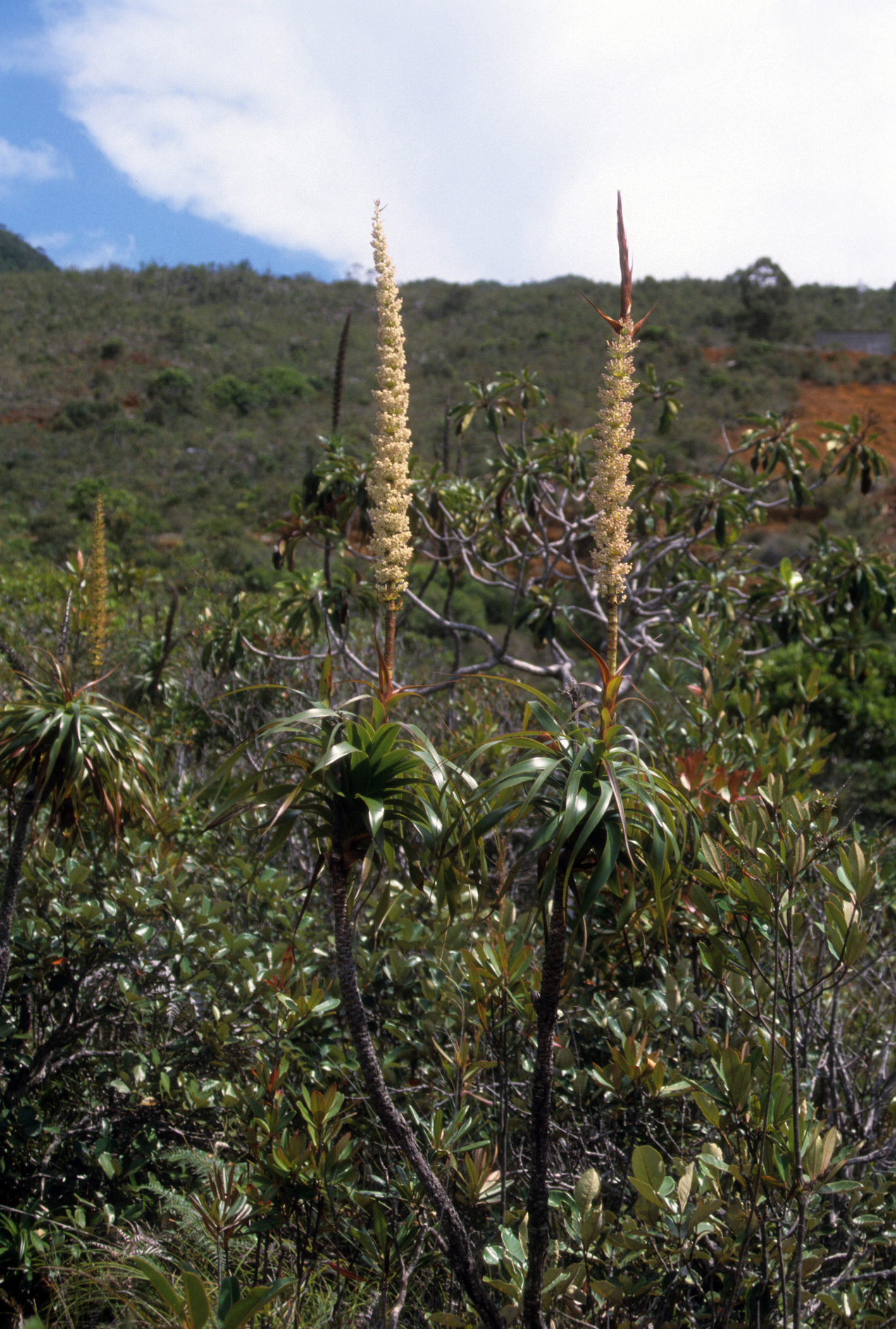
Inflorescences sommitales.

### Fleurs
Les fleurs sont petites et de couleurs variées (roses, rose vif, blanches, crème ou mauves). Il se trouve aussi des individus produisant des fleurs blanches à anthères roses.
Elles forment de longues inflorescences sommitales. Leur odeur rappelle celle de l'encre.

### Fruits
Les fruits sont des capsules globuleuses contenant de nombreuses graines, qui deviennent brun rougeâtre à maturité,.

## Répartition
L'espèce se trouve uniquement en Nouvelle-Calédonie, dans le maquis minier et les forêts rivulaires et humides, jusqu'à 1200 mètres d'altitude,.

## Nom vernaculaire
Cette espèce peut être désignée sous le nom de dragonnier commun. La disposition de ses feuilles a pu occasionner à l'oral l'appellation d'ananassier.